# Fauve (couleur)
Pour les articles homonymes, voir Fauve (homonymie).
La couleur fauve désigne, sans précision, un groupe de couleurs brunes, ocre orangé ou rougeâtres rabattues (Trésor de la langue française). Le terme fauve sert notamment pour les cuirs de leur couleur naturelle, non teints (bien qu'en reliure, on dise plutôt lavallière).
Un grand nombre de noms de couleur désignent des couleurs fauves, soit avec plus de précision comme les deux tabac ou terre de Sienne, soit avec d'autres associations, comme noisette ou vieil or appliqué à un tissu. Fauve figure cependant dans des collections.
Le nuancier RAL indique RAL 8007 brun fauve.
Dans les nuanciers commerciaux, on trouve diverses nuances : EE148 Fauve, 053 Fauve.

## Histoire
Dérivant d'un mot latin signifiant jaune, (flavus, francisé en « flave »), falve, signifiant d'un jaune tirant sur le roux, se trouve dans la Chanson de Roland. Au XVIe siècle, on distingue les « bêtes fauves » des autres, rousses ou noires, d'où dérive l'emploi pour les bêtes féroces. À la fin du XVIIe siècle, Antoine Furetière le définit comme une « couleur qui tire sur le roux […]. Les Teinturiers font le fauve, la couleur de racine, ou de noisette, avec la racine, l'écorce & les feuilles de noyer, ou coques de noix. On en fait aussi avec de la suie de cheminée. Il ne se tire point de nuance de la couleur fauve. Du rouge & du fauve se compose la couleur de cannelle, couleur de châtaigne, couleur de musc et poil d'ours ». La partie technique de cette définition rapproche le fauve des teinturiers du brou de noix et du bistre.
Castel considère le fauve comme une sorte d’aurore, contredit vigoureusement par Michel-Eugène Chevreul un siècle plus tard, faisant remarquer que l'aurore est un orange lavé de blanc, alors que le fauve, plus sombre, est un orange rabattu, mêlé de gris. Pour l'Instruction sur la teinture des laines de 1671, fauve est « couleur de racine ou de noisette (ibid., p. 120) ».
Le Répertoire de couleurs de la Société des chrysanthémistes publié en 1905 donne quatre tons d'une couleur Fauve « rappelant les nuances le plus fréquemment observées sur la robe des grands fauves (lion, tigre, panthère, etc. », avec comme synonyme français roux.
Par un curieux cheminement, passant par synecdoque de la couleur du pelage à la bête féroce, le nom de ces couleurs grisâtres s'est appliqué à un courant de peinture artistique utilisant, avec férocité selon ses détracteurs, des couleurs vives. Le fauvisme n'emploie pas les couleurs fauves : elles sont bien trop ternes.